# 전통사찰의 경내지 공용수용 사건
전통사찰의 경내지 공용수용 사건(2001헌바64)는 구 전통사찰보존법 제6조 제1항 제2호 등 위헌소원에 대한 대한민국 헌법재판소 판례이다. 헌법불합치 결정을 받았다.

## 사실관계
청구인 사찰은 전통사찰보존법상 전통사찰로 등록되어 있었는데 건설부장관은 그 경내지인 이 사건 토지 등을 택지개발예정지구에 편입하였고, 중앙토지수용위원회는 이 사건 토지에 대한 수용재결을 하였다. 이에 청구인은 이 수용재결에 대한 무효확인을 구하는 행정소송을 제기하면서, 전통사찰보존법 제6조 제1항 제2호가 다른 소유권변동원인과 달리 '공용수용'으로 인한 소유권변동에 대해서는 이무런 규제를 두지 아니한 것은 재산권을 침해하고 평등원칙에 위배된다며 위헌제청신청을 하였으나 법원에 의해 기각되자 이 사건 헌법소원을 청구하였다.

## 관련조문

##### 전통사찰보존법 제6조[허가사항]
(1) 전통사찰의 주지가 다음 각 호의 1에 해당하는 행위를 하고자 할 때에는 대통령령이 정하는 바에 따라 문화체육부장관의 허가를 받아야 한다.
2. 동산 또는 대통령령이 정하는 부동산의 대여, 양도 또는 담보의 제공
(5) 제1항의 규정에 의한 허가를 받지 아니하고 제1항 제2호의 행위를 한 때에는 이를 무효로 한다.

## 결론
헌법불합치

## 이유
헌법 제9조의 규정취지와 민족문화유산의 본질에 비추어 볼 때, 국가가 민족문화유산을 보호하고자 하는 경우 이에 관한 헌법적 보호법익은 '민족문화유산의 존속' 그 자체를 보장하는 것이고, 원칙적으로 민족문화유산의 훼손 등에 관한 가치보상이 있는지 여부는 이러한 헌법적 보호법익과 직접적인 관련이 없다.
민족문화유산을 보존하는 것이 국가의 은혜적 시혜가 아니라 헌법상 의무이미로, 일단 관할 국가기관에 의하여 민족문화유산으로 지정된 전통사찰의 경우, 사정이 허락하는 한 이를 최대한 지속적으로 보존하는 것이 헌법 제9조 등의 규정취지에 부합한다.

## 참고 문헌
- p 184-185, 성낙인, 만화판례헌법, 법률저널, 2012.

## 같이 보기
- 문화국가의 원리
- 수용